# Bảo tàng ở Bielsko-Biała - Nhà Thợ dệt
Bảo tàng ở Bielsko-Biała - Nhà Thợ dệt (tiếng Ba Lan: Muzeum w Bielsku-Białej – Dom Tkacza) là một bảo tàng tọa lạc tại số 51 phố Sobieskiego, Bielsko-Biała, Ba Lan. Bảo tàng là một chi nhánh của Bảo tàng Lịch sử ở Bielsko-Biała. Triển lãm của bảo tàng tái tạo diện mạo của một ngôi nhà và xưởng vải được xây dựng vào thế kỷ 18.

## Lịch sử
Nhà Thợ dệt ở Bielsko-Biała là một ngôi nhà bằng gỗ được xây dựng theo phong cách kiến trúc thủ công tiêu biểu trong thế kỷ 18. Các trận hỏa hoạn xảy ra vào các năm 1808 và 1836 đã khiến ngôi nhà bị phá hủy. Các chủ sở hữu của ngôi nhà lần lượt là gia đình Bartke (thế kỷ 18), gia đình Bathelt (thế kỷ 19), Carl Nowak và vợ Marie (từ năm 1873). Kể từ đầu thế kỷ 20 đến chiến tranh thế giới thứ hai, ngôi nhà được sử dụng làm xưởng đóng giày Antoni Polończyk. Sau chiến tranh, ngôi nhà hoạt động như một ngôi nhà cho thuê bình thường. Năm 1974, con trai của Antoni là Wiktor Polończyk đã trình ngôi nhà cho Kho bạc Nhà nước để làm bảo tàng. Sau nhiều năm bảo tồn và tái thiết, bảo tàng bắt đầu mở cửa cho công chúng vào năm 1992.